# Drużynowe mistrzostwa Europy na żużlu
Drużynowe mistrzostwa Europy na żużlu – zawody żużlowe rozgrywane od 2022 roku. Organizatorem jest FIM Europe. Zawody wyłaniają najlepszą reprezentację narodową w Europie.
Pierwsza w historii impreza odbyła się 15 maja 2022 roku w Poznaniu.

## Medaliści
Uwaga! W roku 1959 pod szyldem mistrzostw Europy rozegrano turniej, który był imprezą próbną przed drużynowymi mistrzostwami świata.
| Rok  | Miejsce   | Złoto                                                                                               | Srebro                                                                                                  | Brąz                                                                                               | Źr.   |
| ---- | --------- | --------------------------------------------------------------------------------------------------- | --- | -------------------------------------------------------------------------------------------------- | ----- |
| 2022 | Poznań    | Polska · Patryk Dudek · Maciej Janowski · Janusz Kołodziej · Bartosz Zmarzlik · Kacper Woryna       | Dania · Leon Madsen · Patrick Hansen · Anders Thomsen · Rasmus Jensen · Frederik Jakobsen               | Wielka Brytania · Robert Lambert · Daniel Bewley · Adam Ellis · Chris Harris · Tom Brennan         | [ 2 ] |
| 2023 | Stralsund | Polska · Bartosz Zmarzlik · Jarosław Hampel · Szymon Woźniak · Dominik Kubera · Bartłomiej Kowalski | Dania · Mikkel Michelsen · Frederik Jakobsen · Rasmus Jensen · Andreas Lyager · Emil Breum              | Wielka Brytania · Daniel Bewley · Adam Ellis · Tom Brennan · Richie Worrall · Daniel Gilkes        | [ 3 ] |
| 2024 | Grudziądz | Polska · Bartosz Zmarzlik · Patryk Dudek · Przemysław Pawlicki · Piotr Pawlicki · Wiktor Przyjemski | Dania · Mikkel Michelsen · Anders Thomsen · Rasmus Jensen · Mads Hansen · Bastian Pedersen              | Szwecja · Jacob Thorssell · Antonio Lindbäck · Fredrik Lindgren · Kim Nilsson · Casper Henriksson  | [ 4 ] |
| 2025 | Gdańsk    | Polska · Przemysław Pawlicki · Piotr Pawlicki · Bartosz Zmarzlik · Patryk Dudek · Wiktor Przyjemski | Dania · Rasmus Jensen · Frederik Jakobsen · Michael Jepsen Jensen · Mikkel Michelsen · Bastian Pedersen | Szwecja · Philip Hellström-Bängs · Kim Nilsson · Victor Palovaara · Timo Lahti · Casper Henriksson |       |

## Klasyfikacja medalowa

### Według państw
Stan po sezonie 2025
| Lp. | Państwo         | Złoto | Srebro | Brąz | Razem |
| --- | --------------- | ----- | ------ | ---- | ----- |
| 1.  | Polska          | 4     | –      | –    | 4     |
| 2.  | Dania           | –     | 4      | –    | 4     |
| 3.  | Wielka Brytania | –     | –      | 2    | 2     |
| 3.  | Szwecja         | –     | –      | 2    | 2     |

### Według zawodników
Stan po sezonie 2025
Tabela obejmuje pierwszą 10. najbardziej utytułowanych zawodników.
| Lp. | Zawodnik            | Państwo | Lata      | Złoto | Srebro | Brąz | Razem |
| --- | ------------------- | ------- | --------- | ----- | ------ | ---- | ----- |
| 1.  | Bartosz Zmarzlik    | Polska  | 2022–2025 | 4     | –      | –    | 4     |
| 2.  | Patryk Dudek        | Polska  | 2022–2025 | 3     | –      | –    | 3     |
| 3.  | Piotr Pawlicki      | Polska  | 2024–2025 | 2     | –      | –    | 2     |
| 3.  | Przemysław Pawlicki | Polska  | 2024–2025 | 2     | –      | –    | 2     |
| 3.  | Wiktor Przyjemski   | Polska  | 2024–2025 | 2     | –      | –    | 2     |
| 6.  | Maciej Janowski     | Polska  | 2022      | 1     | –      | –    | 1     |
| 6.  | Janusz Kołodziej    | Polska  | 2022      | 1     | –      | –    | 1     |
| 6.  | Kacper Woryna       | Polska  | 2022      | 1     | –      | –    | 1     |
| 6.  | Jarosław Hampel     | Polska  | 2023      | 1     | –      | –    | 1     |
| 6.  | Bartłomiej Kowalski | Polska  | 2023      | 1     | –      | –    | 1     |
| 6.  | Dominik Kubera      | Polska  | 2023      | 1     | –      | –    | 1     |
| 6.  | Szymon Woźniak      | Polska  | 2023      | 1     | –      | –    | 1     |

Pogrubioną czcionką – zostali zaznaczeni zawodnicy, którzy kontynuują karierę żużlową.